# Берегівський районний рейд
Рейд на Берегівський район — збройний військовий рейд на територію Чехословаччини на південь від Берегова угорськими збройними групами Сабадчапаток і Ронґуос Ґарда, який відбувся 6 — 11 жовтня 1938 року з метою окупації прикордонної території з містами Берегово і Мукачево включно.
Результатом стала поразка угорських збройних формувань. Значна частина з них була захоплена чехословацькими військами, деяким вдалося втекти до Польщі.

## Попередні події
На основі Мюнхенських угод, прийнятих 30 вересня 1938 року, Чехословаччина була зобов'язана врегулювати територіальні претензії Угорщини протягом трьох місяців. На початку жовтня на півночі Угорщини були організовані збройні групи, завданням яких було нелегально переправлятися в Чехословаччину і здійснювати там підривну діяльність з метою дестабілізації прикордонних районів.

## Військові позиції

### Чехо-Словацька сторона
Біля державного кордону між Чехословаччиною та Угорщиною в Карпатській Україні було дві ділянки залізобетонних фортець. Однак вони були побудовані лише частково — ділянка U I між Чопом і Шомом на 40% (23 об'єкти) і секція U III, що веде далі на схід до Севлюша, на 50% (30 об'єктів). Неповним було оснащення вже побудованих об'єктів.
Оборону ділянки від лінії кордону до лінії укріплення забезпечували польові патрулі 37-го батальйону держоборони «Ужгород». На окремих фортечних ділянках були розгорнуті підрозділи мобілізованого прикордонного батальйону. За фортецями залишилися інші чехословацькі збройні частини — військові частини III. батальйон 45 полку піхоти II. батальйону 36-го стрілецького полку та 42-го змішаного розвідувального загону прикордонного району.

### Угорська сторона
Збройні групи Сабадчапаток та Ронґуос Ґарда були зосереджені на початку жовтня 1938 року в околицях міста Вашарошнамень. Вони зосереджувалися переважно на недобудованій ділянці укріплень U III в околицях прикордонного села Тарпа.

## Прогрес переповнення
Проникнення до Берегівського району відбувався в кілька етапів. Перші дві угорські частини перетнули державний кордон вже 6 жовтня 1938 року біля Боржави. Ймовірно, це був розвідувальний взвод, завданням якого було визначити прохідність чесько-словацьких укріплень. 18 жовтня він досяг території Польщі.
9 жовтня 1938 року приблизно 15 озброєних людей проникли на територію Чехословаччини, пройшовши через відносно рідкісну охорону прикордонників до району села Боржава, на південний схід від Берегова, де вони підірвали залізничний міст. Подібно до попередньої розвідувальної групи підрозділу вдалося вийти на територію Польщі.
Основна частина рейду почалася в ніч з 9 на 10 жовтня 1938 року. Рота 1 чисельністю близько 90 осіб під командуванням офіцера запасу Йозефа Преми перетнула державний кордон біля села Тарпа перед північчю. Угорські вояки напали на залізничну станцію, обстріляли прибулий потяг сильним вогнем, убили провідника та захопили в полон одного охоронця-четника та лейтенанта чехословацької армії.
З Боржави група вирушила на північний схід на горбисту місцевість над Береговом. За нею переслідував наряд прикордонників із співробітниками Берегівської жандармерії. Біля села Велке Мужієво сталася стрілянина, під час якої загинув чехословацький наглядач. 11 жовтня угорський взвод був оточений в лісі біля села Дрисіна на південь від Мукачева. Під час бою було знищено від 16 до 17 його членів.
9 жовтня 1938 року 2 рота проникла на територію Берегівського району. Спочатку вона йшла маршрутом попередньої ватаги, але через деякий час втратила свою орієнтацію і була змушена повернутися до Угорщини. Наступного дня вона знову перетнула кордон, підкріпившись ротами 3 і 4, з якими сформувала групу приблизно від 400 до 500 озброєних людей.
Проходячи через проломи в укріпленнях, угорські роти повинні були повільно просуватися довгою колоною. Після перегрупування та просування вглиб країни група була вистежена прикордонниками і оточена в лісі біля села Шаланки. У безвихідній ситуації угорські терористи здалися.

## Наслідки
Втрати угорців під час бою склали відповідно 16-17 загиблих і кілька поранених і полонених. З чехословацького боку загинув один військовий і один цивільний, також було кілька поранених. Крім цих втрат, було зруйновано один залізничний міст, пошкоджено цивільний потяг і залізничну станцію в Боржаві.
339 полонених бойовиків доставили до Замку Паланок у Мукачеві. Між 28 і 29 жовтня їх перевезли до Ілави.
Про інцидент повідомили чехословацькі посольства за кордоном, а також уряд Угорщини.
11 жовтня 1938 року в районі рейду було оголошено воєнний стан.